# Siegfried Silberstein
Siegfried Silberstein (25. Januar 1866 in Groß Lagiewnik, Kreis Lublinitz, Gemeinde Pawonków – 8. August 1935 in Rostock) war ein deutscher Rabbiner.

## Leben
Siegfried Silberstein war ein Sohn des Kaufmanns Bernhard Silberstein und seiner Frau Beate, geb. Oppler. Er besuchte zunächst die jüdische Volksschule in Guttentag und dann das Gymnasium in Beuthen. Ab 1886 studierte er am Jüdisch-Theologischen Seminar in Breslau und an der Universität Breslau. 1892 wurde er an der Universität Tübingen zum Dr. phil. promoviert.
Ab 1893 war er Rabbiner-Assistent; das Rabbinerexmen bestand er am 27. Januar 1895 am Jüdisch-Theologischen Seminar und wurde dann Rabbiner in Elbing. Hier war er auch Vorstandsmitglied im Westpreußischen Rabbinerverband und im Verein für jüdische Geschichte und Literatur.
Im Oktober 1910 erhielt er die Berufung zum Landesrabbiner von Mecklenburg-Schwerin mit Dienstsitz in Schwerin als Nachfolger von Fabian Feilchenfeld.

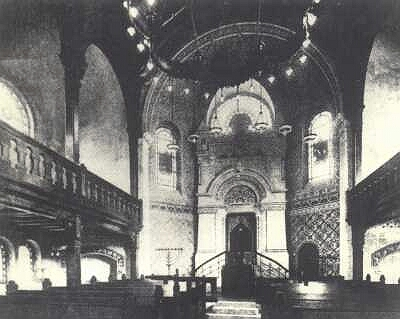
Rostocker Synagoge

Mit der von Max Samuel erreichten Verlegung des Rabbinats nach Rostock 1925 zog er nach Rostock. Im März 1934 wurde er in seiner Eigenschaft als Landesrabbiner in den Ruhestand versetzt. Der Lübecker Rabbiner David Alexander Winter übernahm zusätzlich die Betreuung der mecklenburgischen Gemeinden.
Siegfried Silberstein war Mitglied der von Leo Landau und Ephraim Adler gegründeten Esra-Loge im B’nai B’rith in Lübeck und der Vereinigung der liberalen Rabbiner Deutschlands.
Er veröffentlichte zahlreiche Forschungen zur Geschichte der Juden in Mecklenburg, darunter auch zu Fromet Mendelssohn und Recha Meyer.
Sein Grab befindet sich auf dem Jüdischen Friedhof in Rostock.

## Schriften
- Über den Ursprung der im Codex Alexandrinus und Vaticanus des dritten Königsbuches der Alexandrinischen Übersetzung überlieferten Textgestalt. Gießen 1893, zugl. Diss. Tübingen 1892, auch in ZAW 13 [1894], S. 1–75, und 14 [1895], S. 1–30
- Unser Kaiser! [s. l.] : [s. n.]Schwerin i. M. (: Bärensprung) 1914
- (Hrsg.) Eine in Kupfer gestochene Estherrolle aus der Universitätsbibliothek zu Rostock, Rostock: Hinstorff, 1930
- Die Familiennamen der Juden unter besonderer Berücksichtigung der gesetzlichen Festlegung in Mecklenburg. Rostock [Parrestr. 9]: Selbstverlag [1929]
- Moses Mendelssohns Witwe in Neustrelitz. (Mit Nachtrag von Max Freudenthal). In: Zeitschrift für die Geschichte der Juden in Deutschland 3 (1931), S. 123–129; auch separat erschienen: Berlin: Philo-Verlag, 1932